# Dabrónaki Gyula
Dabrónaki Gyula (Budapest, 1916. július 6. – Budapest, 1984. szeptember 25.) magyar politikus, élelmezésügyi miniszterhelyettes.

## Élete
Négy polgári iskolai osztályt végzett el, ami után, 1930-ban sütőtanonc lett. Segédlevele megszerzését (1934) követően 1940-ig különböző sütőüzemekben volt péksegéd. Már 1931-ben csatlakozott az élelmiszeripari munkások szövetségéhez, szakszervezeti bizalmivá választották, 1940-ben pedig belépett a Szociáldemokrata Pártba (SZDP), amiért – bár az annak idején törvényes szervezetnek, bejegyzett parlamenti pártnak számított – 1941-ben elbocsátották állásából. Ezután, mivel műkedvelő szinten több hangszeren is játszott, egy hangszerüzletben kapott munkát kifutóként, később eladóként.
A második világháború idején, 1942–1943-ban póttartalékosként katona volt, de frontszolgálatot nem teljesített. 1945–1948 között az SZDP VIII. kerületi titkáraként tevékenykedett, majd a pártközpontban az üzemszervezési osztály vezetőjeként tevékenykedett, tagja lett a párt fővárosi végrehajtó bizottságának. A kommunista párttal való együttműködés híveként 1948. június 15-én, a két munkáspárt „egyesülésekor”, vagyis az SZDP önállóságának megszűnésével egy időben beválasztották a Magyar Dolgozók Pártja Központi Vezetőségébe (1954. május 30-ig volt tagja a testületnek), s a pártközpont Szervezési Osztályának helyettes vezetőjévé nevezték ki. Közben, 1949-ben egyéves pártiskolára küldték, más forrás szerint 1945-1950 között, esti munkástagozaton elvégezte az Állam- és Jogtudományi Egyetemet is. 1948. június 15-étől 1954. május 30-ig az MDP Központi Vezetőségének tagja is lett.
1950–1952 közt a Szikra Könyvkiadónál dolgozott, mint pártpropaganda-felelős. 1952-ben az Élelmiszeripari Minisztériumba került, a Sütő- és Tésztaipari Igazgatóság Gyártási osztályának vezetői beosztásába. Az 1956-os forradalom leverését követően a minisztérium párttitkáraként részt vett az MDP-utód Magyar Szocialista Munkáspárt szervezésében. 1957 februárban kooptálták az ideiglenes központi bizottságba (1957 júniustól központi bizottság), tagságát élete végéig megőrizte a testületben.
1957 májusában élelmezésügyi miniszterhelyettes lett, majd 1958 januárban a népi ellenőrzés csúcsszerveként akkor életre hívott Központi Népi Ellenőrző Bizottság (KNEB) elnökhelyettesévé nevezték ki. 1959 júliusában az élelmezésügyi miniszter első helyetteseként visszakerült korábbi munkahelyére, majd 1967 áprilisától 1977 júniusi nyugdíjba vonulásáig a KNEB elnöke volt (1968 februártól államtitkári rangban).
Az élelmezésügyi tárcától való menesztése része volt az agrárlobbi térnyerésének, melynek során az élelmezésipar egyre inkább betagozódott az egységes agrárirányításba. A KNEB elnökeként a gazdasági reform ellenfelének számított, az általa vezetett apparátus szabad teret biztosított a téeszekkel szembeni vizsgálatoknak.
1948 áprilisában, még SZDP-tagként jutott be először a parlamentbe (a pártból kizárt
Dávid János helyére hívták be), majd 1949–1953 és 1958–1967 között ismét országgyűlési képviselő volt.
Főbb társadalmi megbízatásai voltak: az Élelmezési-ipari Dolgozók Szakszervezetének elnöke (1970–1984), a Velencei-tavi Intéző Bizottság elnökségének elnöke (1959–1984), a Magyar Országos Horgász Szövetsége elnöke (1972–1976), az Országos Műszaki Fejlesztési Bizottság (1962-től), a Tudományos és Felsőoktatási Tanács (1962-től), a Hazafias Népfront Országos Vezetősége (1967-től), valamint az Állami és Kossuth-díj bizottság tagja, valamint a Horgász Szövetség elnöke is volt.
1984. október 2-án a Mező Imre úti Temető Munkásmozgalmi Panteonjában helyezték nyugovóra. A gyászszertartáson az MSZMP KB és a KNEB nevében Szakali József, a KNEB elnöke, a család, a barátok és a szakszervezetek nevében pedig Szilágyi László, az ÉDOSZ titkára búcsúzott tőle.

### Kutatható iratanyaga
Miniszterhelyettesi működési időszakából 7,92 iratfolyóméternyi (66 doboznyi), maradandó értékűnek minősített iratanyaga került az Országos Levéltár, mai nevén Magyar Nemzeti Levéltár Országos Levéltára őrizetébe, ahol az a XIX-K-8-cc törzsszámon kutatható.

### Családja
Apja, Dabrónaki Gyula szabósegéd, anyja, Szeszler Mária gyári munkásnő volt. Két testvére született, Dabrónaki Béla és Dabrónaki Rezső. Felesége Pintér Emília gépírónő volt, házasságukból egy fiú született, ifjabb Dabrónaki Gyula (1957–) politikus, diplomata, aki 2003–2007 között a Magyar Köztársaság tokiói nagykövete volt.

## Díjai, elismerései
- Magyar Népköztársasági Érdemrend (1950)
- Munka Érdemrend (1956 és 1962)
- Munkás–Paraszt Hatalomért Emlékérem (1957)
- Szocialista Hazáért Érdemrend (1967)
- Munka Érdemrend (arany fokozat, 1970)
- Felszabadulási Jubileumi Emlékérem (1970)
- A Munka Vörös Zászló Érdemrendje (1977)

## Főbb művei
- A népgazdaság és a társadalmi tulajdon védelméről a KNEB tapasztalatai alapján. (Belügyi Szemle, 1968. 11.)
- Új törvény a népi ellenőrzésről. (Állam és Igazgatás, 1969. 3.)
- A Központi Népi Ellenőrzési Bizottság és területi bizottságai tevékenységéről. A KNEB tevékenységéről. (Belügyi Szemle, 1971. 10.)
- Az állami és társadalmi ellenőrzés tapasztalatáról. (Belügyi Szemle, 1975. 10.)
- Tartalékaink az anyaggazdálkodásban. (Vezetéstudomány, 1976. 1-2.)
- Eredménynövelő tartalékokat tárt fel az ellenőrzés. (Vezetéstudomány, 1976. 10.)
- Hiányzik a beruházási folyamat komplex ellenőrzése. (Vezetéstudomány, 1977. 3.)
- Az ipari termelőkapacitások jobb kihasználásáért. (Vezetéstudomány, 1977. 7.)